# Soldaterkejserne
Soldaterkejserne er en betegnelse, der normalt bruges om de romerske kejsere, der regerede fra det severiske dynastis fald i 235 (Alexander Severus' død) til Diocletian i 284 indfører tetrarkiet. I perioden på 49 år var der lige så mange kejsere – nogle af dem var dog kejsere samtidig, og nogle anerkendes ikke som officielle kejsere.
Perioden under soldaterkejserne var meget usikker, og en stor del af de mange kejsere var højtstående generaler, der blev udråbt af deres hær til ny kejser, hvorpå de dræbte den gamle kejser og indsatte sig selv, alt sammen for blot at blive udsat for nøjagtig det samme selv et år senere.
Årsagen til de mange kup skal ses i, at det tidligere var lykkedes Galba, Vespasian og Septimius Severus at opnå kejserembedet ved at vende deres hære mod Rom. På grund af tidligere hærføreres succes, ønskede de også at prøve chancen. 
Selvom perioden var politisk ustabil, skal man ikke tro, at riget ikke kom ud af stedet. Flere af kejserne fik sat projekter i gang f.eks. kejser Aurelian, der fik bygget en bymur omkring Rom.

## Liste
| Styre                                                      | Kejser               | Noter |
| ---------------------------------------------------------- | -------------------- | --- |
| Februar/marts 235 til marts/april 238                      | Maximinus 1. Thrax   | Myrdet af sine egne tropper |
| Tidlig 238                                                 | Gordian 1.           | Guvernør i Afrika, erklæret medkejser med sin søn Gordian II ved folkets efterspørgsel. Begik selvmor efter at nederlag i et slag mod guvernøren af Numidia |
| Tidlig januar/marts 238 til slutningen af januar/april 238 | Gordian 2.           | Søn af og medkejser med Gordian 1. Faldet i kamp mod guvernøren af Numidia |
| April til juli 238                                         | Pupienus og Balbinus | Senatorer valgt som medkejser af det romerske senat, da det afrikanske oprør blev slået ned. Myrdet af praetorer |
| Maj 238 til februar 244                                    | Gordian III          | Barnebarn af Gordian 1. – valgt af Senatet i en alder af 13. Faldt enten i kamp mod perserne under Shapur 1. i det moderne Irak (romerske historikere nævner ikke slaget) eller blev myrdet af praetor præfekt Philip, who der efterfulgte ham som Philippus Arabs |
| 240 til 240                                                | Sabinianus           | Udråbte sig selv til kejser; besejret i kamp |
| Februar 244 til september/oktober 249                      | Philippus Arabs      | Faldet i kamp af Decius nær nutidens Verona |
| 248 til 248                                                | Pacatianus           | Udråbte sig selv til kejser; myrdet af sine egne soldater |
| 248 til 248                                                | Jotapian             | Sagsøger |
| 248 til 248                                                | Silbannacus          | Tilraner |
| 249 til juni 251                                           | Decius               | Udnævnt af Philippus Arabs til at besejre Pacantius. Udnævnt som kejser af Donau-hærene. Faldet i kamp mod goterne. |
| 249 til 252                                                | Priscus              | Udnævnt sig selv til kejser i de østlige provinser med goternes støtte. |
| 250 til 250                                                | Licinianus           | Sagsøger |
| Tidlig 251 til 1. juli 251                                 | Herennius Etruscus   | Medkejser med sin far. Faldet i kamp mod goterne |
| 251 til 251                                                | Hostilian            | Yngre bror af Herennius Etruscus, som han efterfulgte som kejser. Hans autoritet gik ikke langt uden for Rom grænser, hvor han snart døde pestudbrud. |
| June 251 til August 253                                    | Gallus               | Udnævnt til kejser af hæren efter Decius' og Herennius Etruscus' død. Regerede med sin søn Volusianus. Myrdet af sine egne soldater |
| Juli 251 til august 253                                    | Volusianus           | Medkejser med sin far Trebonianus Gallus. Myrdet af sine egne soldater |
| August 253 til October 253                                 | Aemilian             | Guvernør af Moesia Superior og Pannonien der besejrede en gotisk hær og udnævnt til kejser af sine soldater. Myrdet af sine egne soldater, da de indså, at de ikke kunne besejre Valerians hær, der ville hævne Trebonianus Gallus                                 |
| 253 til juni 260                                           | Valerian             | Guvernør a Rhin-provinserne. Medkejser med Gallienus; fanget af perserne. Døde i fangeskab |
| 253 til september 268                                      | Gallienus            | Medkejser med Valerian 253 til 260, enekejser fra 260 til 268; myrdet |
| 258 eller juni 260                                         | Ingenuus             | Udnævnte sig selv til kejser |
| 260                                                        | Regalianus           | Udnævnt kejser |
| 260 til 261                                                | Macrianus Major      | Udnævnt kejser; tabte og døde under et slag |
| 260 til 261                                                | Quietus              | Sagsøger |
| 261 to 261 or 262                                          | Mussius Aemilianus   | Udnævnt kejser |
| 268 til 268                                                | Aureolus             | Udnævnte sig selv til kejser; overgav sig til Claudius 2. Gothicus |